# St. Gertrudis (Oberkirchen)

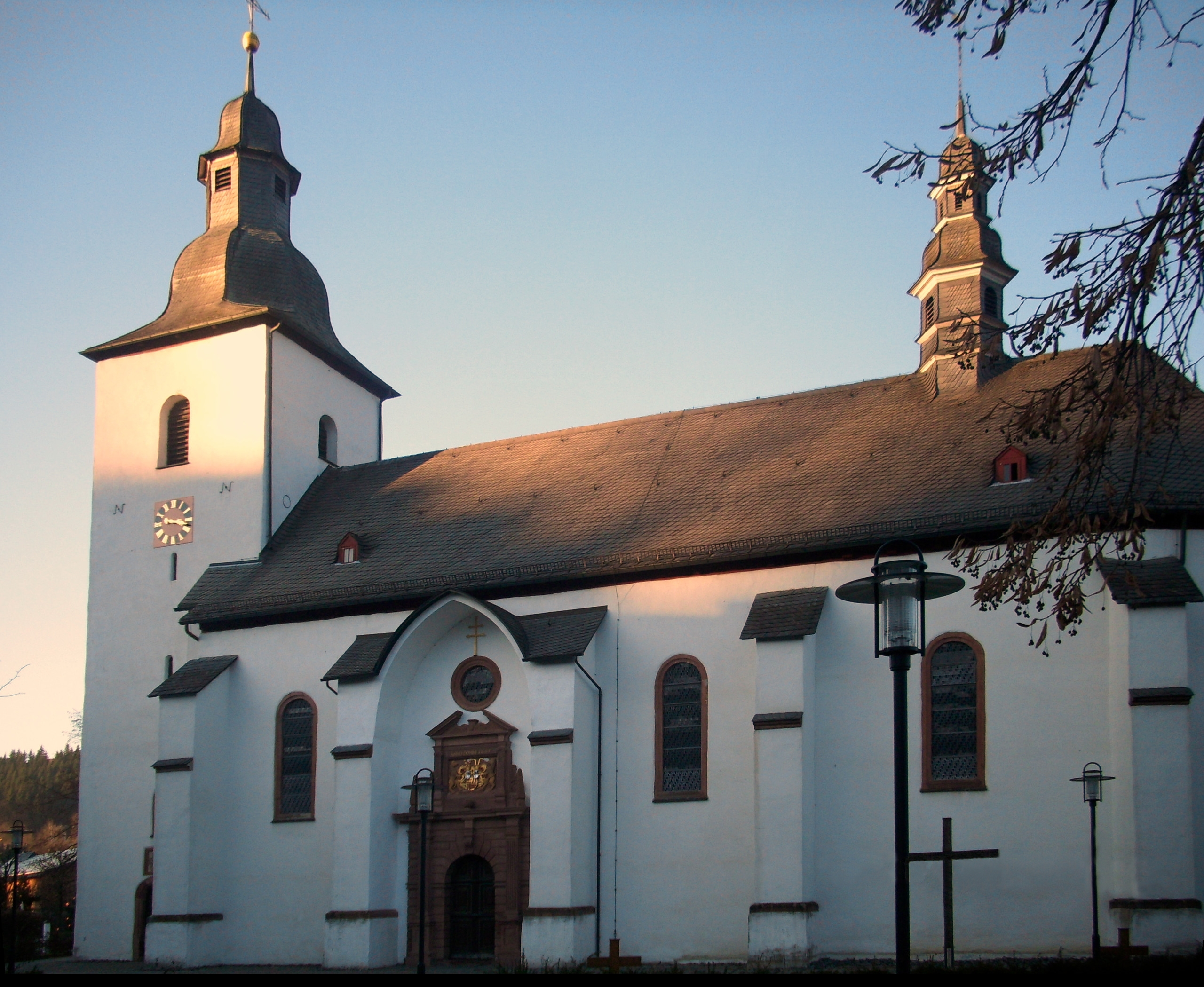
Pfarrkirche

Die St.- Gertrudis-Kirche im Ortsteil Oberkirchen der Stadt Schmallenberg im Hochsauerlandkreis ist eine römisch-katholische Pfarrkirche, deren Entstehung ins 11. Jahrhundert zurückreicht. In ihrer jetzigen Form wurde sie im 17. Jahrhundert errichtet. Sie gehört zum Dekanat Hochsauerland-Mitte im Erzbistum Paderborn.

## Geschichte und Entwicklung
Erstmals urkundlich nachweisen lässt sich die Pfarrei Oberkirchen fürs Jahr 1244. In diesem Jahr wird ein Korbacher Bürger Henricus de Overenkerke erwähnt. Gegründet wurde die Pfarrei durch die Edelherren von Grafschaft, die Schutzvögte von Kloster Grafschaft waren. Nach ihrem Aussterben ging das Patronatsrecht 1573 an die Herren von Fürstenberg über.

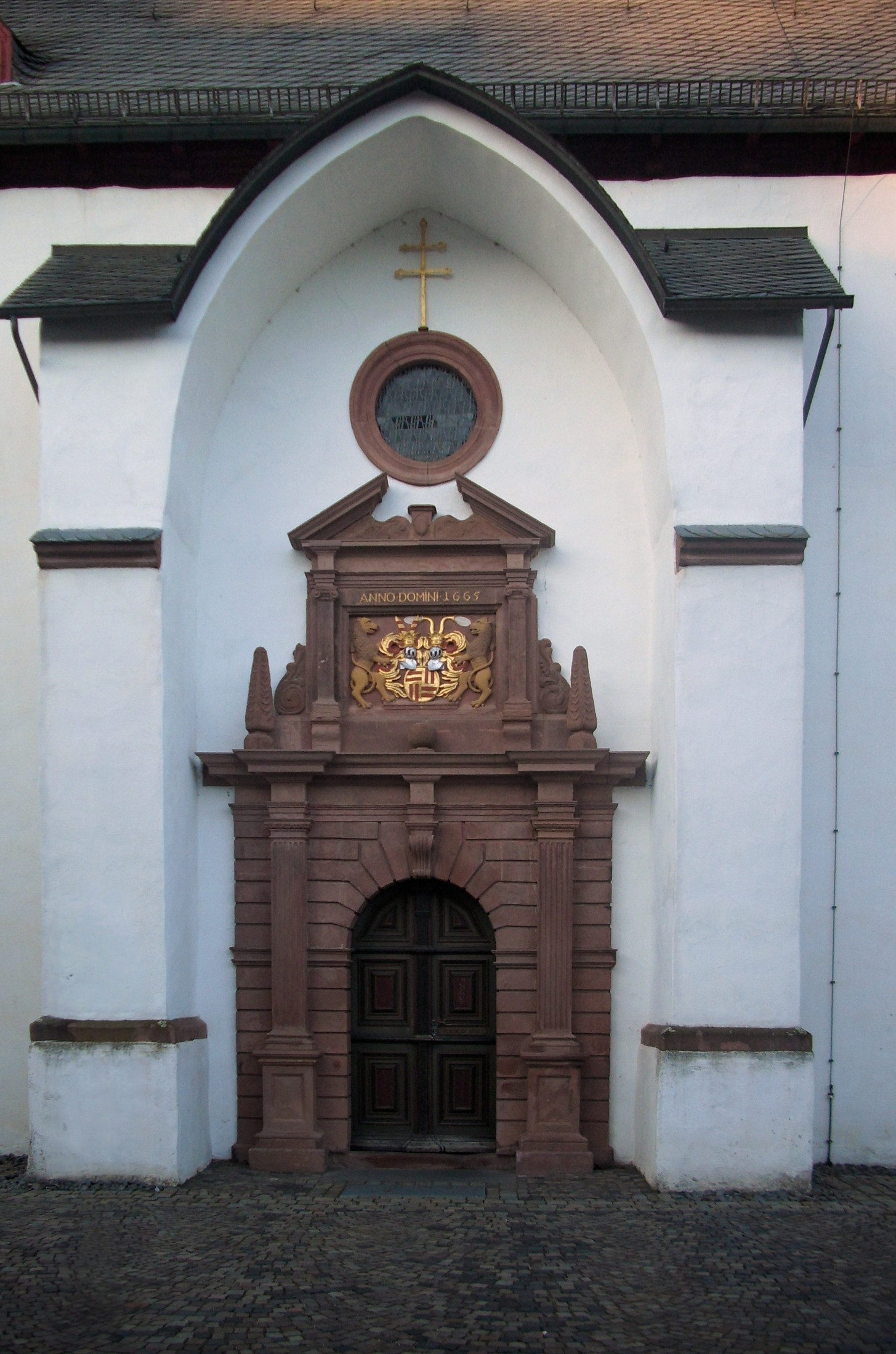
Kircheneingang mit dem Wappen derer von Fürstenberg

Ausgrabungen haben ergeben, dass der Erstbau einer Pfarrkirche in Oberkirchen ins 11. Jahrhundert zu datieren ist. Vermutlich wurde dieser Bau vor 1200 durch Brand zerstört, worauf Brandspuren im ursprünglichen Turmbereich hinweisen. Ein zweiter Bau wurde vor 1200 erbaut, wobei der Turm nach Westen verlängert wurde. Dieses Gebäude wurde um 1470 durch Brand vernichtet und danach bis 1479 im Auftrag von Heinemann von Grafschaft wieder errichtet. Um 1640 war dieses dritte Kirchengebäude stark baufällig, vor allem der Turm. Der Patronatsherr, der Fürstbischof von Paderborn Ferdinand von Fürstenberg, ließ zwischen 1663 und 1666 zunächst den Turm restaurieren und anschließend das Kirchenschiff abtragen und völlig neu erbauen. Bei diesem vierten Kirchengebäude wurde der Chor nach Osten verlängert. In dieser Form besteht die Kirche bis heute fort. Gegen Ende des Zweiten Weltkrieges durch Beschuss entstandene Schäden wurden bis 1948 wieder beseitigt.

## Kirchengebäude
Der Turm hat eine Höhe von 35,2 Metern und wird durch eine sogenannte Welsche Haube abgeschlossen. Östlich daran schließt sich das durch drei Joche unterteilte Langhaus an. Hieran angeschlossen ist ein Chor mit dreiseitigem Abschluss. Die Mauern und die Rahmung des Hauptportals an der Südseite sind aus rotem Sandstein. Hierüber befindet sich das Wappen des Bauherrn. Der Dachreiter ist 24,2 Meter hoch, während der Raum im Innern 11,3 Meter bis an die Decke reicht. Die Breite des Langhauses beträgt innen 7,5 Meter und außen 12,5 Meter. Die Gesamtlänge der Kirche beläuft sich auf 33,9 Meter. Das Dach wird gebildet durch ein mit Schiefer gedecktes Stichkappengewölbe. Dort ist etwa oberhalb des Chors ein Glockentürmchen angebracht. Die Sakristei am östlichen Ende des Chores wurde um 1780 erbaut.

## Kircheninneres

### Altäre

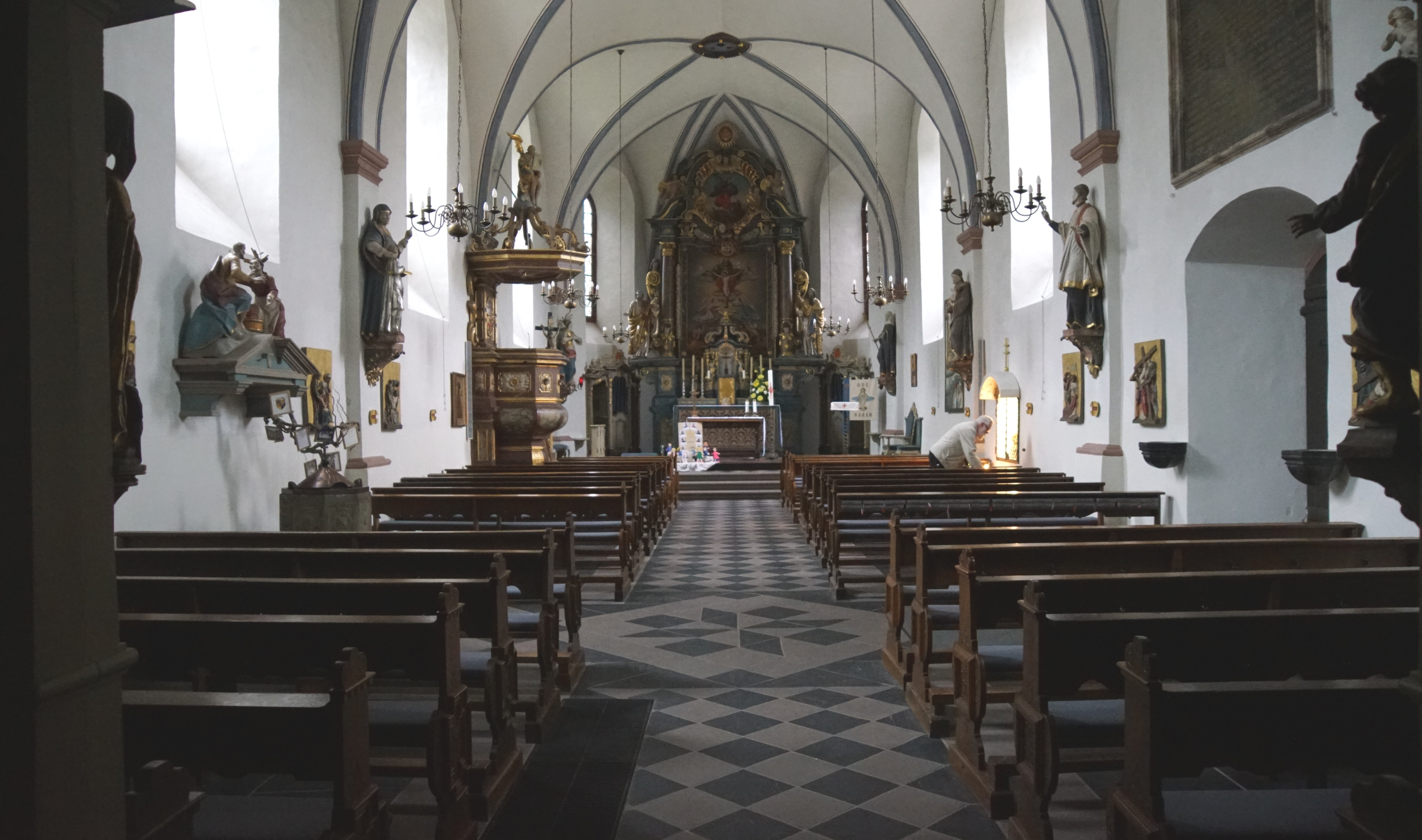
Kanzel und Altar

Kirchenpatronin ist die heilige Gertrud, der besondere Milde und Wohltätigkeit als Eigenschaften nachgesagt werden. Patronatsfest ist der 17. März. Erstmals als Patronin ist sie 1682 nachweisbar. In der 1. Hälfte des 17. Jahrhunderts war noch der Erzengel Michael Hauptpatron der Kirche gewesen. Der 9 Meter hohe Hauptaltar ist der Geißelung Christi gewidmet. Er wurde 1668 errichtet und stammt von den Brüdern Sasse aus Attendorn. Auf ihm stehen auf beiden Seiten zwei lebensgroße Figuren der Apostel Petrus und Paulus. Der Schreiner Synn aus Fredeburg fertigte 1763 den Tabernakel an. 1716 lässt sich ein Nebenaltar nachweisen, der der Mutter Gottes, der heiligen Agatha und dem heiligen Mauritius geweiht war. Dieser Altar wurde 1878 in die Kapelle nach Westfeld überführt, wo er heute noch steht.

### Glocken
Die älteste Glocke wurde im Jahr 1466 von Albertus von Eversberg gegossen und wiegt 350 kg. Eine zweite Glocke wurde nach einer Inschrift 1751 von Carolus de la Paix in Arnsberg gefertigt und wiegt 525 kg. Sie ist der Gottesmutter und allen Heiligen geweiht. Die große Glocke wiegt 800 kg und wurde 1770 von Michael Stocky aus Saarburg hergestellt. Sie ist dem Heiligen Michael gewidmet. Diese drei Glocken hängen im Kirchturm. Eine vierte Glocke aus dem späten 18. Jahrhundert befindet sich im Glockentürmchen und wiegt 60 kg. Alle vier Glocken mussten im Ersten und Zweiten Weltkrieg abgegeben werden, konnten aber anschließend unbeschädigt zurückerhalten werden. Die Ausstattung der Kirche ist kunsthistorisch dokumentiert (Texte, Fotos: Unterlagen im Kirchenarchiv Oberkirchen/Erzbischöfliches Archiv Paderborn).

### Orgel

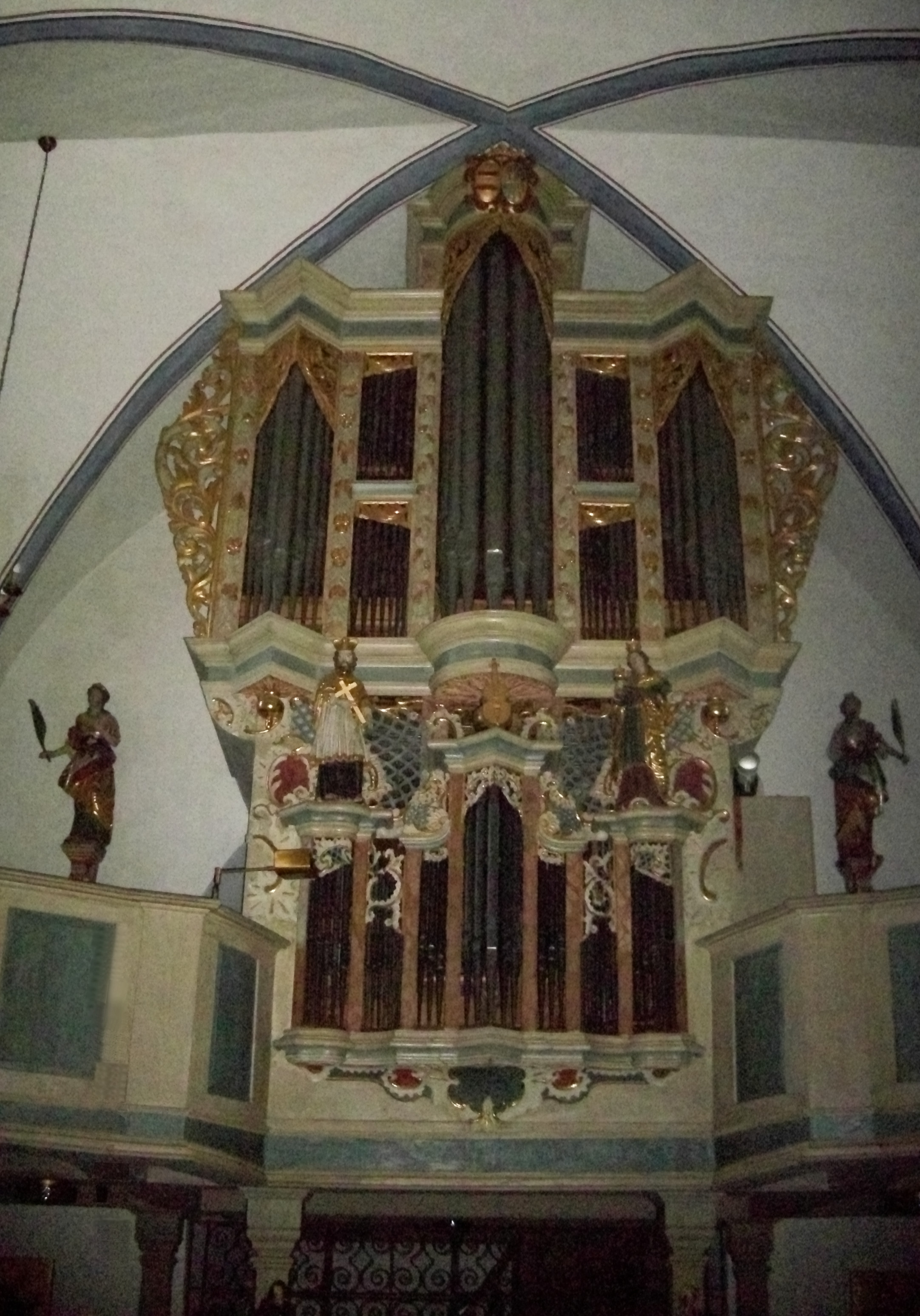
Orgelprospekt

Die Orgel wurde in den Jahren 1736 bis 1739 von Johann Henrich Kleine aus Freckhausen bei Eckenhagen errichtet und kostete 350 Reichstaler. Sie steht auf der Empore, die schon 1705 gebaut wurde.

### Sonstiges
Die Kanzel stammt ebenso wie der Hauptaltar aus der Werkstatt der Attendorner Sasse-Brüder. Sie trägt das Wappen des Erbauers Ferdinand von Fürstenberg und die Jahreszahl 1673. Zwei Beichtstühle aus dem Jahr 1763, vom Schreiner Synn aus Fredeburg, stehen links und rechts vom Hauptaltar. An den Längswänden der Kirche auf halber Höhe angebrachte Heiligen-Figuren (Josef, Franz Xaver, Antonius von Padua, Anna mit ihrer Tochter Maria, Gertrud und die Heilige Agatha) aus den Jahren 1742 bis 1753 wurden vom Attendorner Bildhauer Wilhelm Kühle geschaffen.
Ein Taufbecken aus Grünsandstein stammt aus dem Jahr 1632 befindet sich etwa in der Mitte der Kirche an der Südwand. Der Kupferdeckel wurde im 20. Jahrhundert erneuert.
Die Beichtstühle wurden im Jahr 1763 im Stil des Rokoko vom Fredeburger Schreiner Synn angefertigt.
Die Ausstattung der Kirche ist kunsthistorisch dokumentiert (Texte, Fotos: Unterlagen im Kirchenarchiv Oberkirchen/Erzbischöfliches Archiv Paderborn von Martina Junghans).

## Näheres Umfeld
Auf dem um die Kirche gelegenen Kirchhof wurden bis 1832 die Toten beerdigt. In diesem Jahr legte man außerhalb einen neuen Friedhof an. Das bei einem Brand im Jahr 1682 beschädigte 
Pfarrhaus wurde 1711 als Fachwerkhaus vollständig neu errichtet und ist heute das älteste Wohnhaus des Ortes.